# Лісопарківська вулиця
Лісопарківська вулиця- вулиця у Київському районі Харкова. Довжина вулиці близько 760 метрів.